# Make Way for Noddy
Make Way for Noddy (em Portugal: Abram Alas para o Noddy (RTP 1, RTP 2 e Canal Panda) ou Aí Vem o Noddy (JimJam)) foi uma série de desenho animado infantil baseada em personagens criadas pela escritora Enid Blyton e exibida entre 2001 e 16 de junho de 2007.
Em Portugal, Make way for Noddy foi transmitido entre 2002 e 2008 pela RTP2. Nesse período repetiu em vários horários e em outros canais da estação (RTP1 e RTP Açores). Em 1 de janeiro de 2006, começou a repetir no Canal Panda, com a dobragem da Nacional Filmes até 2007. A dobragem portuguesa da RTP e do Canal Panda foi realizada pela Nacional Filmes, com as vozes de Ana Luís Martins, Pedro Borges, Joana Manuel, Vítor Emanuel e Quimbé.
Em 2016, voltou a televisão portuguesa, no canal JimJam, mas com uma nova dobragem portuguesa, feita pela Somnorte.

## Sinopse
Em cada episódio Noddy enfrenta as situações com que as crianças da sua idade têm de lidar, tais como fazer amigos, entender o mundo que o rodeia ou tentar emendar os erros que cometeu, experimentando uma série de sentimentos.

## Personagens
- Noddy é a personagem principal, um menino de madeira que vive no País dos Brinquedos e tem muito amigos. Ana Luís Martins
- Carro do Noddy é o taxi da Cidade dos Brinquedos, que é conduzido pelo Noddy.
- Ursa Teresa é a melhor amiga do Noddy, vive com o seu cão de estimação, o Turbulento. Está sempre pronta a ajudar. Joana Manuel
- Turbulento é o cachorro da Ursa Teresa.
- Boneca Dina é uma boneca de plástico e é dona da loja da Cidade dos Brinquedos. A sua loja tem todo o tipo de artigos. Joana Manuel
- Orelhas é um duende que ajuda o Noddy com a sua magia às vezes. Pedro Borges
- Senhor Lei é o polícia da Cidade dos Brinquedos. Vítor Emanuel
- Duendes Sonso e Mafarrico são os 'vilões' da Cidade dos Brinquedos, estão sempre a tentar pregar partidas e por vezes acabam na prisão. Quimbé e Vítor Emanuel
- Senhor Faísca é o mecânico da Cidade dos Brinquedos, quando lhe pedem ajuda, a sua frase mais célebre é "Um desafio? Eu gosto disso!". Quimbé
- Macaca Marta é uma macaca que, embora amiga dos outros, às vezes tem um feitiço complicado. Dora Cruz
- Gata Rosa é a dona da gelataria da Cidade dos Brinquedos. Dora Cruz
- Urso Rechonchudo é um bom amigo da Macaca Marta. Pedro Borges
- Senhor Sempre-em-Pé é o Senhor com uma barriga rechonchuda que só consegue ficar em pé e não tem pernas nem pés. Quimbé
- Senhor Volumoso é o elefante que ajuda os seus amigos mais pequenos e que construiu o Rato Relojoeiro. Quimbé
- Rato Relojoeiro é o maior rato do País dos Brinquedos e o único personagem que o Senhor Volumoso construiu. Pedro Borges
- Dona Xadrez - Dora Cruz
- Xadrezinhos - Joana Manuel, Pedro Borges, Dora Cruz

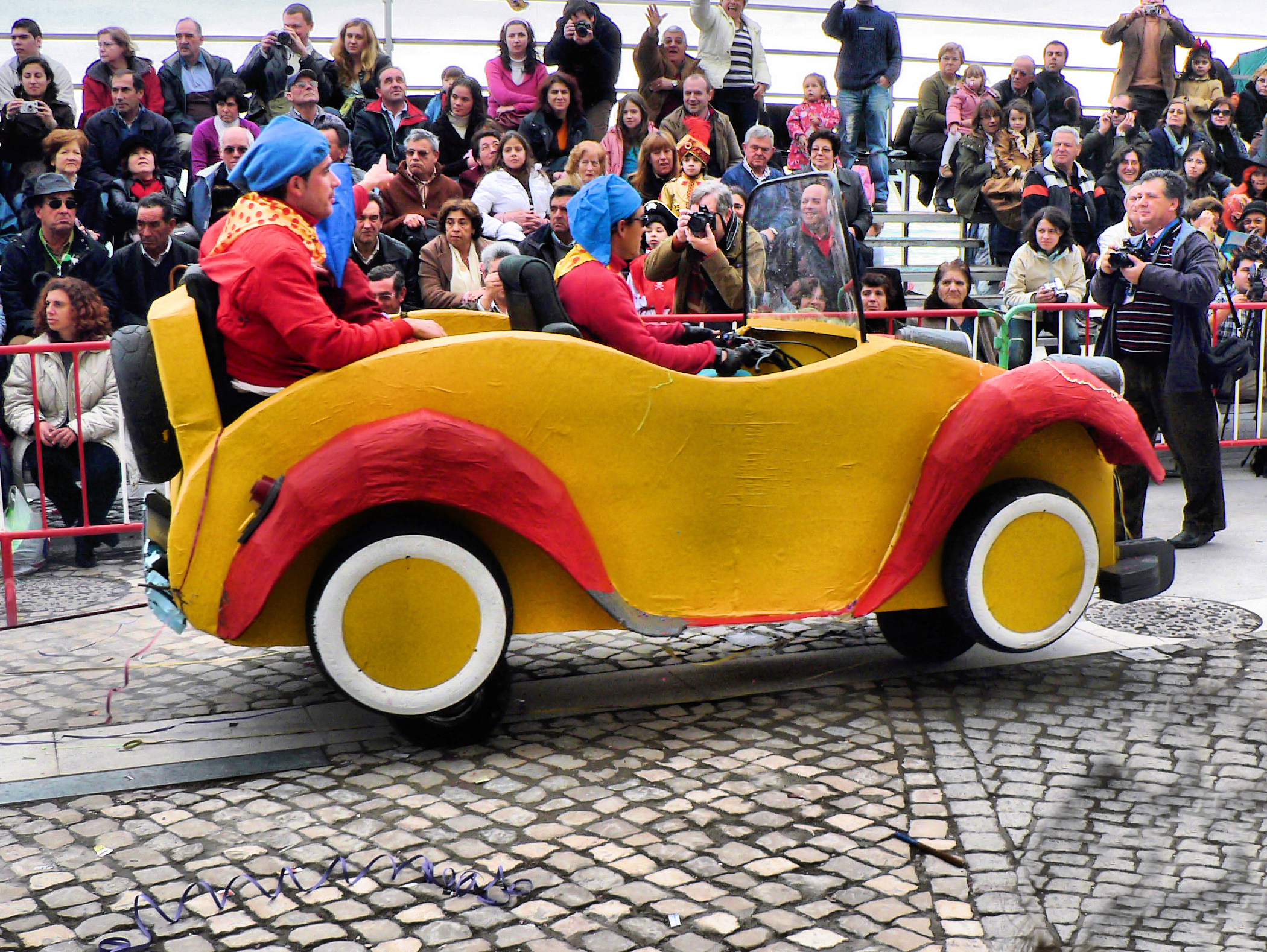
Disfarce de Noddy no Carnaval de Sesimbra de 2008

- Palhaço de Corda - Vítor Emanuel

## Episódios
1. O Carro Novo
2. Noddys a Mais
3. Noddy e a Gaita de Foles Mágica
4. O Noddy Tem Uma Visita
5. Noddy e o Presente Ideal
6. O Dia de Sorte do Noddy
7. Polícia Por Um Dia
8. Segura Bem o Chapéu
9. Alerta Saltitante na Cidade dos Brinquedos
10. Rir às Gargalhadas
11. A Galinha do Noddy
12. O Noddy Vai às Compras
13. A Equipa Vencedora da Cidade dos Brinquedos
14. Uma Bicicleta Para o Orelhas
15. Noddy e o Grande Monstro
16. O Pó Mágico
17. Noddy e a Voz da Lei
18. O Dia do Contra do Urso Rechonchudo
19. Não Tenhas Medo, Noddy
20. A Estrela Cadente
21. O Despertar do Noddy
22. A Aventura no Campo da Senhora Rosa
23. O Grande Espirro
24. A Borracha Mágica
25. O Dia de Folga da Dina
26. O Mapa do Tesouro
27. O Cronómetro dos Duendes
28. O Sr. Faísca e o Relógio Avariado
29. O Noddy Muda-se
30. O Ladrão de Flores
31. O Sr. Lei e a Ave Engaiolada
32. A Caixa Traquinas
33. Um Dia Cinzento na Cidade dos Brinquedos
34. A Zanga do Carro do Noddy
35. O Dia do Cão Turbulento
36. Uma Torre Fora de Controlo
37. Um Xadrezinho Diferente
38. A Lua de Groselha
39. O Melhor Condutor do Mundo
40. O Motorista da Senhora Rosa
41. As Roupas do Noddy Andam à Solta
42. A Comandante de Bombeiros Dina
43. O Dia da Boa Acção dos Duendes
44. A Grande Distribuição dos Duendes
45. Noddy O Caçador do Arco-Íris
46. As Manhas dos Duendes
47. Noddy e as Canecas Mágicas
48. O Pequeno Problema do Sr. Lei
49. Noddy e a Flor Gigante
50. A Grande Troca dos Duendes
51. A Grande Perseguição ao Comboio
52. O Caso da Bola Desaparecida
53. O Desejo do Rato Relojoeiro
54. O Sonho de Chocolate do Rechonchudo
55. Que Tempo Mais Esquisito
56. Perdoa-me
57. A Batalha das Bicicletas
58. Deite-se Sr. Sempre-em-Pé
59. O Carro do Noddy Perde a Buzina
60. O Espelho Mágico
61. O Sr. Lei é Preso
62. Duendes Aviadores
63. Noddy e a Grande Confusão de Galinhas
64. O Duende Urso Rechonchudo
65. Sê Tu Próprio Noddy
66. Os Duendes e a Tinta Invisível
67. Não Te Atrases Noddy
68. Noddy e os Pratos Partidos
69. O Noddy Constrói um Foguetão
70. Noddy O Artista
71. Sr. Lei, O Melhor Polícia
72. A Noite do Noddy
73. Orelhas Por Um Dia
74. Sempre a Subir
75. Uma Grande Mentira
76. A Árvore Genealógica
77. Noddy Perde O Guizo
78. Uma Ajuda Preciosa
79. Um Bom Vizinho
80. O Noddy Precisa de Tomar Medicamento
81. Noddy e As Fotografias Engraçadas
82. O Noddy Perde-se
83. A Ajuda do Noddy
84. O Jogo do Ouvir
85. O Cortejo da Cidade dos Brinquedos
86. Noddy e a Ferramenta Perdida
87. A Grande Descoberta do Noddy
88. Um Dia Difícil Para o Noddy
89. O Noddy Consegue Arranjar
90. A Visita do Turbulento
91. A Tarte de Banana da Macaca Marta
92. Noddy e os Xadrezinhos
93. O Número do Equilíbrio
94. O Castelo de Cartas do Noddy
95. Uma Surpresa para a Ursa Teresa
96. Um Convite Especial para o Noddy
97. O Noddy e uma Encomenda Curiosa
98. Noddy e os Muffins Desaparecidos
99. O Feitiço do Guizo

## Especiais
1. Pó Mágico da Lua
2. A Ilha da Aventura
3. Noddy Salva o Natal